# June Millington
June Millington (ur. 14 kwietnia 1948 roku) – amerykańska gitarzystka, kompozytorka, autorka tekstów muzycznych i nauczycielka gry na gitarze pochodzenia filipińskiego. Najbardziej znana jako współzałożycielka i gitarzystka żeńskiego zespołu Fanny. Millington została opisana przez magazyn Guitar Player jako najgorętsza gitarzystka w przemyśle muzycznym. Została też okrzyknięta "matką chrzestną kobiecej muzyki." June Millington jest współzałożycielką Instytutu Sztuk Muzycznych (Institute for the Musical Arts) znajdującego się w Massachusetts.